# Музей мистецтв Бока-Ратон
Музей мистецтв Бока-Ратон, заснований художниками 1950 році як Мистецька гільдія Бока-Ратон. З часом організація перетворилася на мистецьку школу, гільдію, магазин та музей з постійними колекціями сучасного мистецтва, фотографії, незахідного мистецтва, скла та скульптури, а також різноманітним вибором спеціальних виставок. Музей розташовано за адресою 501 Plaza Real, Бока-Ратон, штат Флорида, у парку Мізер. 
Музей мистецтв Бока містить асортимент пересувних виставок та постійних колекцій відомих та зростаючих художників, що містять твори мистецтва ряду великих майстрів. Він пропонує освітні програми, лекції художників, фільми, заняття для дітей та заходи. Музеї щорічно відвідує понад 200 000 меценатів, що робить його головним культурним закладом у Бока-Ратоні та околицях. У першу неділю кожного місяця музей має безкоштовний вхід. Музей мистецтв Бока-Ратон - музей Блакитної зірки, тобто він пропонує безкоштовне відвідування військовослужбовцями та членами їх сімей між Днем пам’яті та Днем праці. Музей акредитовано Американським альянсом музеїв. Бюлетень під назвою "Муза" виходить щорічно та доступний для завантаження на вебсайті музею.

## Постійна колекція
- Європейська та американська живопис, рисунки та скульптура XIX та XX сторіччя
- Колекція доктора Джона Дж. Майєра сучасних майстрів: Едгара Дега, Анрі Матісса, Амедео Модільяні, Пабло Пікассо, Жоржа Сера, українську художницю Соню Делане (Сара Штерн) та інших
- Після мінімалізму: абстрактна скульптура 1970-х та 1980-х років
- Мистецтво артефактів Західної Африки
- Колекція Жана та Девіда Колкера доколумбового мистецтва та добірки з колекції фотографій[4]
- Колекції скульптурного саду. У музеї та художній школі представлено понад 30 скульптур*

## Галерея

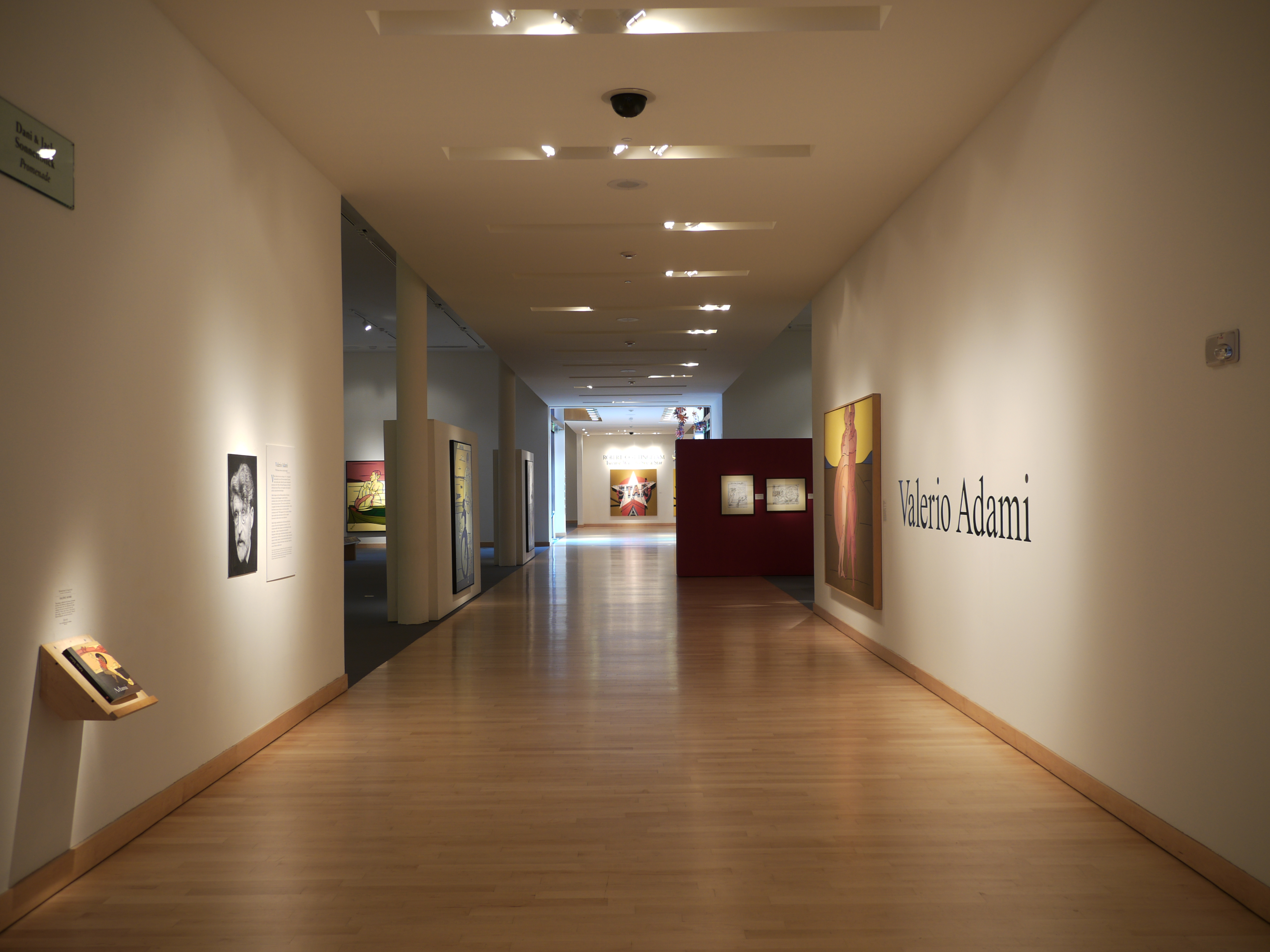
Виставка Валеріо Адамі